# Tokugawa Ieshige
En aquest nom japonès, el cognom és Tokugawa.
Tokugawa Ieshige (徳川 家重, 28 de gener del 1712 – 13 de juliol del 1761) va ser el novè shōgun del shogunat Tokugawa del Japó. Va regnar entre els anys 1745 i 1760.
Va ser el primer fill de Tokugawa Yoshimune i la seva mare era filla de Okubo Tadanao. El seu nom de nen era Nagatomi-maru. El 1725 va realiyza la seva cerimònia de genpuku (majoria d'edat). La seva primera esposa, Nami-no-miya, era filla del Príncipe Fushimi-no-miya Kuninaga. La seva segona esposa, Okō, era la filla d'un cortesà; ella va ser la mare de Ieharu, successor de Ieshige.
Ieshige va patir malalties cròniques i tenia problemes a la parla. L'elecció de Yoshimune sobre Ieshige com a hereu, va causar disputes amb els seus altres germans Tokugawa Munetake i Tokugawa Munetada, els quals eren candidats més capacitats per governar.
Va estar desinteressat en els assumptes governamentals i va decidir assignar aquestes decisions a Ooka Tadamitsu (1709 – 1760). Ieshige es va retirar el 1760 i va agafar el títol de Ōgosho, posteriorment va assignar al seu primer fill Tokugawa Ieharu com al seu successor.
El regnat d'Ieshige estava ple de corrupció, els desastres naturals, la fam i l'emergència de la classe mercantil, i el seu desinterès en solucionar els problemes van causar una declinació del poder del clan Tokugawa.
Va morir un any després de retirar-se com a shogun el 1761.